# Железничка станица Рипањ тунел
Железничка станица Рипањ тунел је једна од железничких станица на прузи Београд—Ниш. Налази се насељу Рипањ у градској општини Вождовац у Београду. Пруга се наставља у једном смеру ка Раљи и у другом према према Клењу. Железничка станица Рипањ–тунел састоји се из 2 колосека.